# Alan Oppenheim
Alan Victor Oppenheim (New York City, 11 novembre 1937) è un docente statunitense.
È docente di ingegneria presso il dipartimento di Ingegneria Elettrica e Computer Science al Massachusetts Institute of Technology ed è il coautore di due libri di testo largamente impiegati nell'insegnamento di comunicazioni elettriche quali: Discrete-Time Signal Processing e Signals and Systems.

## Pubblicazioni
Il Dott. Oppenheim è autore o coautore di molti libri inclusi:
- (EN) Alan V. Oppenheim, R. W. Schafer; J.R. Buck, Discrete-time signal processing, Upper Saddle River, N.J., Prentice Hall, 1999, ISBN 0-13-754920-2.
- (EN) Alan V. Oppenheim, Alan S. Willsky; Hamid Nawab; S. Hamid, Signals and Systems, Pearson Education, 1998, ISBN 0-13-814757-4.